# Ochrosia poweri
Ochrosia poweri är en oleanderväxtart som beskrevs av Frederick Manson Bailey. Ochrosia poweri ingår i släktet Ochrosia och familjen oleanderväxter. Inga underarter finns listade i Catalogue of Life.